# 1997年全豪オープン
1997年 全豪オープン（1997ねんぜんごうオープン、Australian Open 1997）は、オーストラリア・メルボルンにある「メルボルン・パーク・ナショナルテニスセンター」にて、1997年1月13日から26日にかけて開催された。

## シード選手

### 男子シングルス
1. ピート・サンプラス　（優勝、3年ぶり2度目）
2. マイケル・チャン　（ベスト4）
3. ゴラン・イワニセビッチ　（ベスト8）
4. エフゲニー・カフェルニコフ　（試合開始前に棄権）
5. トーマス・ムスター　（ベスト4）
6. ボリス・ベッカー　（1回戦）
7. トーマス・エンクビスト　（4回戦）
8. ウェイン・フェレイラ　（4回戦）
9. マルセロ・リオス　（ベスト8）
10. アルベルト・コスタ　（ベスト8）
11. ジム・クーリエ　（4回戦）
12. マグナス・グスタフソン　（2回戦）
13. ヤン・シーメリンク　（1回戦）
14. フェリックス・マンティーリャ　（ベスト8）
15. ミヒャエル・シュティヒ　（2回戦）
16. アルベルト・ベラサテギ　（3回戦）
17. マラビーヤ・ワシントン　（4回戦） ［第4シード・カフェルニコフが棄権のため繰り上げ］

### 女子シングルス
マルチナ・ヒンギス def.  マリー・ピエルス 6–2, 6–2
- ヒンギスがスイス人選手として男女通じて史上初、グランドスラムシングルスオープン化以降最年少となる16歳3ヶ月での優勝を達成した[1]